# The Orb
The Orb és un grup de música electrònica anglès conegut per desenvolupar el gènere ambient house.

## Història
Fundat el 1988 per Alex Patersno i el membre de The KLF Jimmy Cauty, The Orb va començar com a DJ d'ambient i dub a Londres. Els seus primers concerts estaven inspirats per artistes d'ambient i música electrònica dels anys 1970 i 1980 com Brian Eno i Kraftwerk. El seu psicodèlic els va fer guanyar un seguiment de culte entre clubbers que escoltaven la seva música. The Orb ha mantingut sempre una temàtica relacionada amb el consum de drogues i amb la ciència-ficció tot i haver patit canvis personals en la seva configuració, incloent la soritda de Cauty i d'altres membres com Kris Weston, Andy Falconer, Simon Phillips i Andy Hughes. Paterson és l'únic membre permanent del grup, i continua treballant com The Orb juntament amb el productor suïssoalemany Thomas Fehlmann i, posteriorment, amb Martin Youth Glover de Killing Joke's i Tim Bran de Dreadzone.
L'èxit de crítica i vendes de The Orb va arribar cap a començaments dels anys 1990 amb els àlbums The Orb's Adventures Beyond The Ultraworld i U.F.Orb, el segon dels quals va arribar al lloc número u a les llistes d'èxits britàniques el 1992. Aquest èxit va fer que el grup aparegués al programa generalista Top of the Pops, on va mostrar el seu estil estrany jugant als escacs mentre el senzill del grup Blue Room sonava de fons. Els àlbums de The Orb de mitjan anys 1990 foren criticats per la premsa britànica. Tanmateix, sí que van tenir bones crítiques als Estats Units. El grup va passar a experimentar amb vocalistes en els seus següents dos àlbums, cosa que la crítica va descriure com sonso i poc inspirat. The Orb aleshores va canviar i va apropar-se al minimal techno abanderat pel seu membre Thomas Fehlmann, publicant un nou materia la firma Kompakt.

## Discografia
- 1991: The Orb's Adventures Beyond The Ultraworld (Big Life UK, Mercury US (primera edició), Island Red Label US (segona edició, dos discos)) (UK #29)
- 1992: U.F.Orb (Big Life UK, Mercury US (primera edición), Island Red Label US (segona edició)) (UK #1)
- 1995: Orbus Terrarum (Island Records) (UK #20)
- 1997: Orblivion (Island Records) (UK #19, Billboard 200 #174)
- 2001: Cydonia (Island Records UK, MCA Records US) (UK #83)
- 2004: Bicycles & Tricycles (Cooking Vinyl, Sanctuary Records) (UK #107, Billboard Top Electronic Albums #22)
- 2005: Okie Dokie It's the Orb on Kompakt (Kompakt)
- 2007: The Dream (Traffic Inc., Liquid Sound Design, Six Degrees) (UK #175)
- 2009: Baghdad Batteries (Orbsessions Volume III) (Malicious Damage)
- 2010: Metallic Spheres (feat. David Gilmour)(UK #12)
- 2012: The Orbserver in the Star House
- 2013: More Tales from the Orbservatory
- 2015: Moonbuilding 2703 AD
- 2016: COW / Chill Out, World!
- 2018: No Sounds Are Out of Bounds
- 2020: Abolition of the Royal Familia
- 2023: Prism